# Tomasz Kiełbowicz
Tomasz Kiełbowicz (* 21. Februar 1976 in Hrubieszów, Polen) ist ein ehemaliger polnischer Fußballspieler.

## Karriere

### Als Spieler
Der 1,79 m große und 72 kg schwere Mittelfeldspieler begann seine Profi-Karriere 1993 bei Siarka Tarnobrzeg, von wo er 1997 zu Raków Częstochowa wechselte. Von 1999 bis 2000 spielte er außerdem für Widzew Łódź und von 2000 bis 2001 für Polonia Warschau. Seit 2001 war er eine feste Größe bei Legia Warschau und bestritt bis zur Winterpause 2012/13 237 Spiele, in denen er 14 Tore erzielte. Damit ist er bisher der Spieler mit den achtmeisten Einsätzen für Legia Warschau. Anfang Februar 2013 beendete Kiełbowicz seine aktive Karriere.
Von 2000 bis 2007 bestritt er neun A-Länderspiele für Polen.

### Nach dem aktiven Karriereende
Seit Januar 2013 besitzt Kiełbowicz eine UEFA-A-Trainerlizenz. Seit seinem Karriereende Anfang Februar 2013 ist er bei Legia Warschau als Scout und in der Jugendakademie des Vereins tätig.

## Erfolge
- Polnischer Meister (2000, 2002, 2006 und 2013)
- Polnischer Pokalsieger (2001, 2008, 2011 und 2012)
- Polnischer Ligapokalsieger (2001 und 2008)
- Polnischer Supercupsieger (2000 und 2002)